# JJ Feild
John Joseph Feild (Boulder, Colorado; 1 de abril de 1978), más conocido como JJ Feild, es un actor británico-estadounidense. Se hizo conocido en 2007 en la película La abadía de Northanger, basada en la novela de Jane Austen, en donde interpretaba a Henry Tilney. Actualmente reside en Londres y Estados Unidos.

## Biografía
John Joseph Feild nació el 1 de abril de 1978 en Boulder, Colorado, cuando era bebé se mudó a Londres. Su padre es el escritor y músico británico Reshad Feild. Por parte de su padre es pariente del astrónomo británico John Feild. Tiene dos hermanos mayores y una hermana menor. Sus padres se divorciaron. Su padrastro es Jon Williams, editor de BBC World News. Creció con sus hermanos y hermanas en Londres. En la escuela, actuó en obras escolares. Durante sus estudios se involucró en la actuación.
En 1995 se unió a la Academia Webber Douglas de Arte Dramático, a los 17 años, y finalizó la carrera en 1999.

## Carrera
En 1999 tuvo su primera aparición en la televisión, en la serie Heartbeat durante un capítulo llamado "Kindness of Strangers" (La bondad de los extraños), interpretó a Jonno. En ese mismo año, interpretó Jack en la adaptación al cine británico de los cuentos de hadas Jack y las habichuelas mágicas, junto con Vanessa Redgrave, Matthew Modine y Richard Attenborough.
En 2001 apareció en Last Orders, donde hacia del joven Jack; junto a Michael Caine, Bob Hoskins, Tom Courtenay, David Hemmings, Ray Winstone, Helen Mirren y quien fue se pareja, Kelly Reilly.
En 2004 fue parte del elenco de Agatha Christie's Poirot (o Poirot), del director David Suchet en la nueva versión de la muerte de Agatha Christie en el Nilo. Su papel era el de Simon Doyle.
En 2005 participó de la miniserie To the Ends of the Earth como el teniente Deverel.
En 2006, JJ grabó una película para televisión de la BBC, llamada The Secret Life of Mrs. Beeton (La vida secreta de la señorita Beeto), estaba basada en la vida de Isabella Beeton, el interpretaba a su marido Sam Beeton.   
En 2007 protagonizó junto a Felicity Jones una película para televisión, en Reino Unido para ITV, basada en la novela La abadía de Northanger de Jane Austen, llamada La abadía de Northanger, gracias a la cual se hace conocido.
En 2009 filmó Blood: El último vampiro.
En 2010 coprotagonizó junto a Benedict Cumberbatch, la película Third Star.
En 2011 participó en Capitán América: el primer vengador como James Montgomery Falsworth. Además hizo un papel en televisión, en The Night Watch como Robert Fraser.

## Vida privada
Estuvo en pareja con la actriz Kelly Reilly, aunque el actor no lo ha comentado a los medios de comunicación.
Desde 2009, Feild pasa la mitad del año en Los Ángeles y la otra mitad en Londres.
En marzo de 2012, Feild y su pareja, la actriz Neve Campbell, confirmaron que estaban esperando su primer hijo juntos. Campbell dio a luz a su hijo, Caspian, en agosto de 2012.

## Filmografía
| Año   | Título                                                     | Papel                                | Notas                                                 |
| ----- | ---------------------------------------------------------- | ------------------------------------ | ----------------------------------------------------- |
| 1999  | Heartbeat                                                  | Jonno                                | Serie de televisión Episodio: "Kindness of Strangers" |
| 1999  | The Bill                                                   | Jamie                                | Serie de televisión Episodio: "Blowing it All Away"   |
| 2000  | Reach for the Moon                                         | Anthony Harris                       | Miniserie de televisión                               |
| 2000  | The Railway Children                                       | Jim                                  | Telefilme                                             |
| 2000  | Hope and Glory                                             | Dylan Ferguson                       | Serie de televisión                                   |
| 2001  | The Life and Adventures of Nicholas Nickleby               | Frank Cheeryble                      | Telefilme                                             |
| 2001  | Perfect Strangers                                          | Richard                              | Miniserie de televisión                               |
| 2001  | Last Orders                                                | Jack joven                           |                                                       |
| 2001  | Jack and the Beanstalk: The Real Story                     | Jack joven                           | Telefilme                                             |
| 2002  | K-19: The Widowmaker                                       | Andrei                               |                                                       |
| 2002  | The Intended                                               | Hamish Winslow                       |                                                       |
| 2003  | The Tulse Luper Suitcases, Part 1: The Moab Story          | Floris Creps/Tulse Luper             |                                                       |
| 2004  | The Tulse Luper Suitcases, Part 2: Vaux to the Sea         | Tulse Luper                          |                                                       |
| 2004  | The Tulse Luper Suitcases, Part 3: From Sark to the Finish | Tulse Luper                          |                                                       |
| 2004  | Death on the Nile                                          | Simon Doyle                          | Serie de televisión                                   |
| 2004  | Waking the Dead                                            | Adam Western                         | Serie de televisión Episodio: "In Sight of the Lord"  |
| 2004  | Agatha Christie's Poirot                                   | Simon Doyle                          |                                                       |
| 2005  | A Life in Suitcases                                        | Tulse Luper                          |                                                       |
| 2005  | To the Ends of the Earth                                   | Lieutenant Deverel                   | Miniserie de televisión 2 episodios                   |
| 2006  | The Secret Life of Mrs Beeton                              | Samuel Beeton                        | Telefilme                                             |
| 2006  | O Jerusalem                                                | Bobby Goldman                        |                                                       |
| 2006  | The Ruby in the Smoke                                      | Fred Garland                         | Telefilme                                             |
| 2007  | La abadía de Northanger                                    | Henry Tilney                         | Telefilme                                             |
| 2007  | The Shadow in the North                                    | Fred Garland                         | Telefilme                                             |
| 2009  | Telstar                                                    | Heinz Burt                           |                                                       |
| 2009  | Goal! 3: Taking on the World                               | Liam Adams                           |                                                       |
| 2009  | Blood: The Last Vampire                                    | Luke                                 |                                                       |
| 2009  | Pure Mule: The Last Weekend                                | Tom Stafford                         | Serie de televisión 2 episodios                       |
| 2010  | Centurion                                                  | Thax                                 |                                                       |
| 2010  | Third Star                                                 | Miles                                |                                                       |
| 2010  | Agatha Christie's Marple                                   | Paul Osbourne                        | Serie de televisión Episodio: "The Pale Horse"        |
| 2011  | Capitán América: el primer vengador                        | James Montgomery Falsworth           |                                                       |
| 2011  | The Night Watch                                            | Robert Fraser                        | Telefilme                                             |
| 2013  | Austenland                                                 | Henry Nobley                         |                                                       |
| 2014  | The Musketeers                                             | Marsac                               | Serie de televisión Episodio "The Good Soldier"       |
| 2014  | Not Safe for Work                                          | Killer                               |                                                       |
| 2014– | Turn: Washington's Spies                                   | Serie de televisión Mayor John André |                                                       |
| 2016  | Stag                                                       | Ledge                                |                                                       |
| 2019  | Ford v. Ferrari                                            | Roy Lunn                             |                                                       |
| 2022  | The Peripheral                                             | Lev Zubov                            | Serie de Prime Video                                  |

### Teatro
| Año  | Título                    | Papel         | Notas |
| ---- | ------------------------- | ------------- | ----- |
| 2000 | Six Degrees of Separation | Rich/Ben      |       |
| 2008 | Ring Round the Moon       | Hugo/Frederic |       |
| 2008 | The Pride                 | Philip        |       |